# Кубок африканських націй 1965
Кубок африканських націй 1965 року — 5-а континентальна футбольна першість, організована Африканською конфедерацією футболу. Змагання проходили з 12 по 21 листопада 1965 року в Тунісі. Всього було зіграно 8 матчів, в яких забито 31 м’яч (у середньому 3,86 м’яча за матч). Збірна Гани вдруге стала чемпіоном Африки, подолавши у фінальному матчі збірну Тунісу з рахунком 3:2.

## Учасники
Місце у фінальному розіграші здобули такі команди (число в дужках показує, вкотре команда брала участь у фінальному турнірі африканської першості):
- Ефіопія (5)
- Туніс (3) — кваліфікований автоматично як господар.
- Гана (2) — кваліфікована автоматично як діючий чемпіон.
- Конго-Кіншаса (1)
- Кот-д'Івуар (1)
- Сенегал (1)

## Груповий етап

### Група A
|         |   |   |   |   |    |    |   |
| Команда | І | В | Н | П | МЗ | МП | О |
| Туніс   | 2 | 1 | 1 | 0 | 4  | 0  | 3 |
| Сенегал | 2 | 1 | 1 | 0 | 5  | 1  | 3 |
| Ефіопія | 2 | 0 | 0 | 2 | 1  | 9  | 0 |
|         |   |   |   |   |    |    |   |

| Результати        |                  |         |           |         |
| Дата              | Місце проведення |         | Результат |         |
| 12 листопада 1965 | Туніс            | Туніс   | 4:0       | Ефіопія |
| 14 листопада 1965 | Туніс            | Сенегал | 0:0       | Туніс   |
| 19 листопада 1965 | Туніс            | Сенегал | 5:1       | Ефіопія |
|                   |                  |         |           |         |

### Група B
|               |   |   |   |   |    |    |   |
| Команда       | І | В | Н | П | МЗ | МП | О |
| Гана          | 2 | 2 | 0 | 0 | 9  | 3  | 4 |
| Кот-д'Івуар   | 2 | 1 | 0 | 1 | 4  | 4  | 2 |
| Конго-Кіншаса | 2 | 0 | 0 | 2 | 2  | 8  | 0 |
|               |   |   |   |   |    |    |   |

| Результати        |                  |             |           |               |
| Дата              | Місце проведення |             | Результат |               |
| 12 листопада 1965 | Сус              | Гана        | 5:2       | Конго-Кіншаса |
| 14 листопада 1965 | Сфакс            | Кот-д'Івуар | 3:0       | Конго-Кіншаса |
| 19 листопада 1965 | Бізерта          | Гана        | 4:1       | Кот-д'Івуар   |
|                   |                  |             |           |               |

## Плей-оф

### Матч за третє місце
| Результати        |                  |         |           |             |
| Дата              | Місце проведення |         | Результат |             |
| 21 листопада 1965 | Туніс            | Сенегал | 0:1       | Кот-д'Івуар |
|                   |                  |         |           |             |

### Фінал
| Результати        |                  |      |                |             |
| Дата              | Місце проведення |      | Результат      |             |
| 21 листопада 1965 | Туніс            | Гана | 3:2 (дод. час) | Кот-д'Івуар |
|                   |                  |      |                |             |

| Чемпіон Африки 1965 Гана (2-й титул) |

## Бомбардири
| 3 голи - Бен Ачімпонг - Осеї Кофі - Есташ Мангле |